# Psychotria tenuinervis
Psychotria tenuinervis är en måreväxtart som beskrevs av Johannes Müller Argoviensis. Psychotria tenuinervis ingår i släktet Psychotria och familjen måreväxter. Inga underarter finns listade i Catalogue of Life.